# Ричмонд (Нью-Йорк)
Ричмонд (англ. Richmond) — місто (англ. town) в США, в окрузі Онтаріо штату Нью-Йорк. Населення — 3360 осіб (2020).

## Демографія
Згідно з переписом 2010 року, у місті мешкала 3361 особа в 1421 домогосподарстві у складі 968 родин. Було 1929 помешкань
Расовий склад населення:
| - 98,1 % — білих - 0,6 % — азіатів - 0,2 % — чорних або афроамериканців |

До двох чи більше рас належало 1,0 %. Частка іспаномовних становила 0,8 % від усіх жителів.
За віковим діапазоном населення розподілялося таким чином: 19,0 % — особи молодші 18 років, 65,4 % — особи у віці 18—64 років, 15,6 % — особи у віці 65 років та старші. Медіана віку мешканця становила 47,3 року. На 100 осіб жіночої статі у місті припадало 105,1 чоловіків;  на 100 жінок у віці від 18 років та старших — 104,0 чоловіків також старших 18 років.
Середній дохід на одне домашнє господарство  становив 71 479 доларів США (медіана — 67 188), а середній дохід на одну сім'ю — 78 151 долар (медіана — 76 788). Медіана доходів становила 51 424 долари для чоловіків та 31 135 доларів для жінок. За межею бідності перебувало 2,2 % осіб, у тому числі 0,0 % дітей у віці до 18 років та 0,0 % осіб у віці 65 років та старших.
Цивільне працевлаштоване населення становило 1729 осіб. Основні галузі зайнятості: виробництво — 32,4 %, освіта, охорона здоров'я та соціальна допомога — 16,4 %, роздрібна торгівля — 11,3 %, будівництво — 11,3 %.